# Yevguenia Albats
Yevguenia Márkovna Albáts (en ruso: Евге́ния Ма́рковна Альба́ц, Moscú, 5 de septiembre de 1958) es una periodista de investigación, politóloga, escritora y presentadora de radio. En 2011, trabajaba como editora jefe de la revista The New Times (en). Tiene una posición destacada en el liderazgo del Congreso Judío de Rusia (en).

## Primeros años
El padre de Albáts, Mark Yefrémovich Albáts, fue un miembro de equipo de reconocimiento militar GRU durante la Segunda Guerra Mundial, residiendo en la Ucrania ocupada por los alemanes. En 1943, resultó herido y licenciado del ejército. Después trabajó de ingeniero en una institución científica, diseñando sistemas de radares de misiles con armas nucleares para el ejército soviético. La madre de Albáts, Yelena Izmáylovskaya, era actriz y locutora de radio. La hermana mayor de Albáts, Tatyana Komarova, es presentadora de televisión.
Yevguenia Albáts se graduó en el Departamento de Periodismo de la Universidad Estatal de Moscú en 1980. Entre sus compañeros y amigos estaba Anna Politkóvskaya, quien se convertiría en periodista de investigación y fue asesinada en 2006.

## Carrera periodística
Albáts comenzó su trabajo profesional como observadora científica escribiendo sobre astrofísica y física de partículas para el suplemento dominical del periódico Izvestia, Nedelya. Desde 1986 hasta 1992, trabajó para Noticias de Moscú. De 1996 a 2006, trabajó para Izvestia (con la columna semanal Nosotros y nuestros hijos) y Nóvaya Gazeta.
Recibió el premio Pluma de oro de la Unión de Periodistas de la URSS por exponer las malas condiciones en los pabellones de maternidad en 1989.
Albáts fue despedida de Izvestia en 1997 después de terminar un gran artículo exponiendo supuestas actividades ilegales del FSB. Le devolvieron su cargo por decisión de un tribunal el 15 de marzo de 1997.
En 2007, Albáts se convirtió en editora jefe delegada de la revista The New Times. El 16 de enero de 2009, reemplazó a Irena Lisnévskaya como editora jefe de la revista.

## Actividades políticas
Desde 1993 hasta 2000, fue miembro de la Comisión de Clemencia en la Oficina Ejecutiva del presidente de la Federación Rusa.

## Investigación y obras
Albáts fue una Fellow en la Fundación Nieman de Periodismo en la Universidad de Harvard en 1993.
En 1992, Albáts fue nombrada miembro de una comisión gubernamental para examinar la implicación de la KGB en el intentona golpista de 1991. Como miembro de esta comisión entrevistó a oficiales del KGB. Albáts describió sus hallazgos en El Estado dentro de un Estado: el KGB y cómo sujeta a Rusia – Pasado, presente y futuro en 1994. El presidente del KGB Vadim Bakatin dio a Albáts el número de oficiales del KGB diciendo que eran unos 180.000 en una entrevista posterior a 1991. Usando el término "gobierno del pulgar", "cuatro empleados del KGB sin rango especial por cada uno de los oficiales", Albáts calculó que el número de empleados del KGB en Rusia en 1992 alcanzaba los 700.000, "un [agente de policía política] por cada 297 habitantes de Rusia", en oposición a "un chekista por cada 428 ciudadanos soviéticos."
Albáts describió al KGB como una influyente fuerza política, más que una organización de seguridad. Escribió que los directores del KGB Lavrenti Beria, Yuri Andrópov y Vladímir Kriuchkov manipularon a los líderes del Partido Comunista. Afirma que el FSB, sucesor del KGB, se convirtió en un partido totalitario. El periodista John Barron, el mayor general retirado del KGB Oleg Kalugin y el desertor del bloque soviético de más alto rango conocido, teniente general Ion Mihai Pacepa se dice que compartían el punto de vista de Albáts.
En 1992, Albáts publicó un artículo en Izvestia citando documentos de los archivos del KGB que David Karr era "una competente fuente del KGB" que "presentaba información al KGB sobre las capacidades técnicas de los Estados Unidos y otros países capitalistas". Citó notas del KGB que describían transferencias de dinero a partidos comunistas de los Estados Unidos, Finlandia, Francia, Italia, así como "tratos comerciales" de la familia de Rajiv Gandhi con el comercio extranjero soviético. Albáts averiguó que el KGB empleó al futuro patriarca ruso Alejo II como agente con el apodo de Drozdov. El desertor del KGB Vasili Mitrojin y el sacerdote disidente Gleb Yakunin que tuvo acceso a los archivos del KGB dijo lo mismo.
Albáts publicó un libro, La cuestión judía, en 1995.
En 2004, Albáts recibió un PhD en ciencia política por la Universidad de Harvard. Trabaja en la estación de radio Eco de Moscú y escribe para el The Moscow Times.

## Talk shows
En 2009, Albáts presentaba un programa de radio en Eco de Moscú. En febrero de 2007, tuvo una charla con Olga Kryshtanóvskaya (en), directora del Centro para el Estudio de las Élites, con sede en Moscú. Kryshtanóvskaya dijo que los miembros del FSB y otros "silovikís" asumieron puestos claves en el gobierno ruso, el parlamento y los negocios. Estos miembros comparten su pasado militar y puntos de vista nacionalistas. Señala que la mayor parte de los miembros del FSB siguen en la "reserva activa" incluso cuando han abandonado formalmente la organización. Todos los miembros de la "reserva activa" reciben un salario del FSB, siguen instrucciones del FSB y permanecen por encima de la ley porque la organización los protege, según Kryshtanóvskaya.
En 2006, Albáts criticó a Anna Arutunián quien había escrito un artículo en Noticias de Moscú sobre el asesinato de la periodista asesinada Anna Politkóvskaya. Arutunián escribió que Politkóvskaya se convirtió en una activista y que sus artículos contenían "inexactitudes".
Los columnistas digitales Yelena Kaláshnikova y Oleg Kashin encontraron "tosquedad" en la crítica de Albáts.

## Familia y vida personal
Albáts estuvo casada con el periodista, escritor y divulgador científico Yaroslav Golovánov y tuvo una hija, Olga (n. 1988).